# Adaptiv
ADAPTIV là một công nghệ ngụy trang chủ động được phát triển bởi Công ty Quốc phòng BAE Systems AB với tính năng bảo vệ các phương tiện quân sự chống lại sự phát hiện của các thiết bị nhìn đêm cận quang phổ hồng ngoại. Công nghệ này gồm hàng loạt các tấm Peltier hình lục giác có thể được làm nóng hoặc nguội lại để tạo các hình ảnh mong muốn, ví dụ như là một phông hình cây cối hay là một vật thể phi quân sự.

## Công nghệ
Năm 2011, BAE Systems công bố công nghệ ngụy trang hồng ngoại quân sự ADAPTIV, ví nó như "một màn hình TV nhiệt". Nó sử dụng khoản 1000 tấm kim loại hình lục giác để che hết hai bên của một phương tiện bọc giáp như là một chiếc xe tăng hay một thiết giáp chở quân. Các camera hồng ngoại liên tục thu thập các hình ảnh nhiệt về bối cảnh xung quanh chiếc xe. Những tấm kim Peltier đã nhanh chóng làm nóng và nguội đi để xứng với nhiệt độ của khung nền phía sau nó như là một cánh rừng, hay là một vật thể trong "thư viện" của hệ thống tàng hình nhiệt như là một chiếc xe tải, xe hơi hay một tảng đá lớn. Hệ thống còn có khả năng thu thập và hiển thị những ảnh nhiệt trong khi phương tiện đang di chuyển. Kết quả là chiếc xe được "che đậy" một cách tinh vi trước những thiết bị nhìn đêm chuyên dò nhiệt (hệ thống ảnh nhiệt).
Với khả năng tàng hình vào khung nền, những tấm kim loại có thể hiển thị các hình ảnh nhiệt của khung nền phía sau phương tiện; có thể được cập nhật khi phương tiện bắt đầu di chuyển. Với khả năng "bắt chước", một hình ảnh của một vật được định trước, như một chiếc xe hơi, thông tin có thể được thu hồi từ thư viện hình ảnh của hệ thống ADAPTIV và xếp chồng lên khung nền. Hình minh họa trên chỉ ra việc ADAPTIV bắt chước hình ảnh một chiếc xe hơi bốn bánh, sử dụng một phần của những tấm kim loại, trong khi những tấm khác có chức năng tàng hình, hiển thị hình ảnh phía sau phương tiện. Công nghệ này được cho là có thể giảm bớt tiêu cự mà phương tiện bị phát hiện xuống ít hơn 500 mét.
Những tấm kim loại hình thành nên những điểm ảnh của ADAPTIV có hình lục giác, kích thước khoảng 5.5 inch (14 cm) về chiều rộng. Chúng khá khỏe nên có thể cho là lớp giáp ngoài của phương tiện. Hệ thống cũng cho phép người vận hành có thể "bắt lấy" ảnh nhiệt từ một phương tiện hay một vật thể nào đó để hiển thị.
ADAPTIV được phát triển bởi Công ty BAE Systems AB qua dự án tăng khả năng sống sót của các phương tiện quân sự tại thành phố Örnsköldsvik, Thụy Điển, được dự định sẽ được trang bị cho thiết giáp chống bộ binh của Thủy Điển là chiếc Combat Vehicle 90. Công ty có ý định phát triển một phiên bản nhẹ hơn để có thể được sử dụng trên trực thăng. Một phiên bản cho tàu chiến có thể được tạo ra qua những tấm kim loại lớn hơn.